# 網

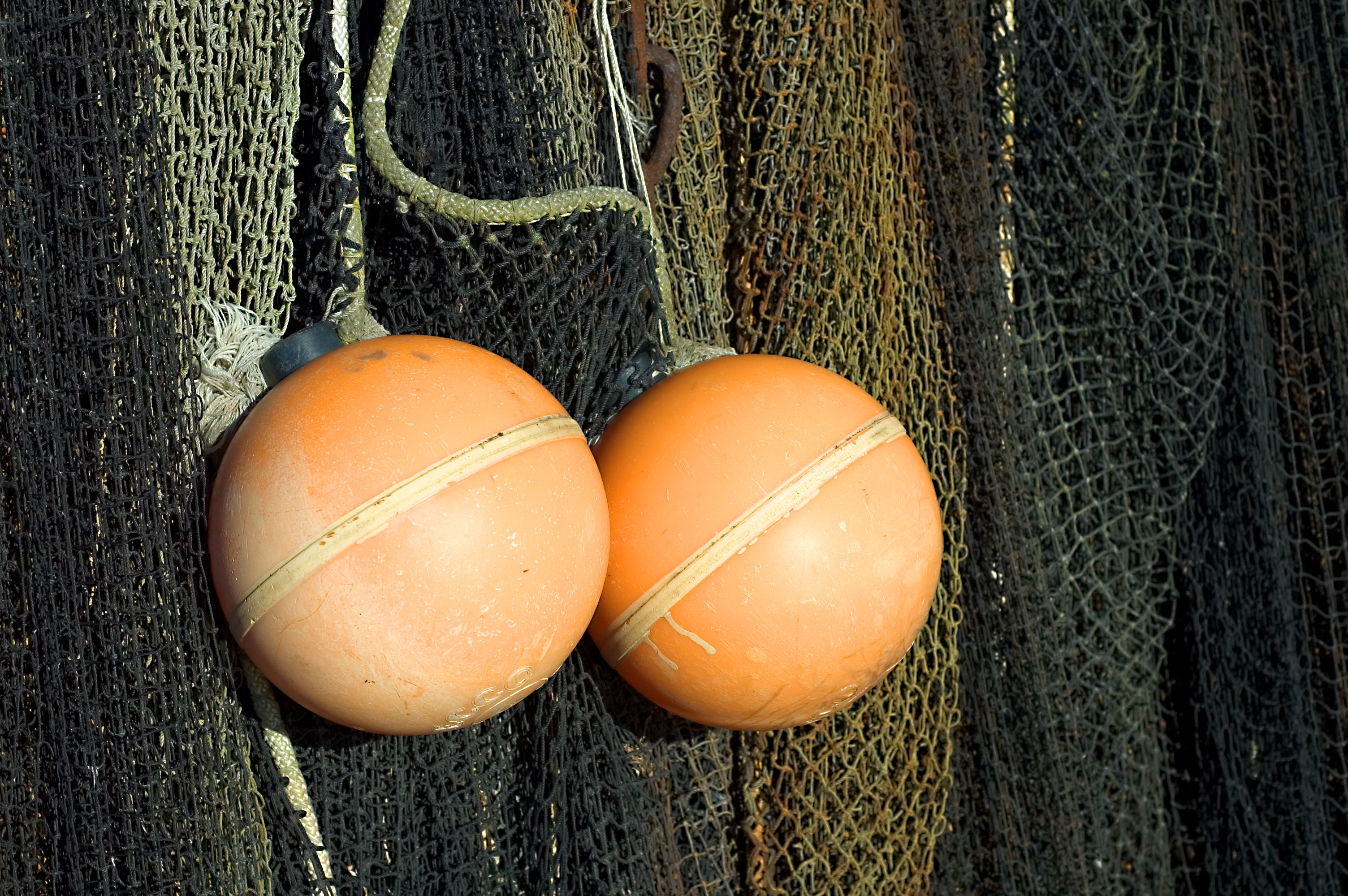
網と浮き玉

網（あみ、网）とは、柔軟性に富む糸や鋼線などを格子状に結びつけた形状の製品。ネット（英語: net）ともいう。

## 概要
古くから虫や魚等の捕獲・採取に用いられたり、容器として物を入れる用途に利用されている。通気性が高いため、密閉性が必要な用途には不向きである。竹細工や蔦などの比較的固いもので編み込まれたものは笊（ざる）や籠（篭、かご）といわれる容器であり、区別されている。
なお、網の形状から転じて、多くのものが複雑に結びついた状態・関係を網（もう）と呼ぶようになった。例えば連絡網、情報網。また、放送・通信分野での各種のネットワーク（例：電話網・回線網・放送網）でも使われ、単に網（もう）と呼ぶこともある。「ネットワーク」という言葉自体、原義は「網状の製品」の意味である。

## 繊維製品

### 歴史
かつて網は手作業で編んで製作されていた。日本でも明治時代中期までは手作業により製作されていた。
1907年（明治40年）に「広井式足踏かえるまた機」という製網機械が発明され、1925年（大正14年）には「無結節網機」が完成。
工業としての製造がはじまる。昭和時代は三重県・愛知県・静岡県・石川県を中心に網の製造業は隆盛を見るが、平成に入ると人件費の安い海外生産に押されて業者数・国内生産とも減少傾向である。

### 用途による分類
網は用途によって漁網と陸上網に分けられる。

#### 漁網
漁網は漁業用の網で、漁法によって旋網用、曳網用、定置網用、刺し網用、海苔網用、養殖網用などがある。漁網の形状は漁法だけでなく使用海域によっても異なる。
- 落とし網
- 地引き網
- 底引き網
- 刺し網
- 巻き網
- 投網

#### 陸上網
陸上で使用される網を陸上網というが、用途は幅広く、農業用、建設用、スポーツ用などに分けられる。
農業用ネットには農作物の保護を目的とする支柱ネット、防虫ネット、防風ネット、害獣ネットなどがある。建設用ネットには工事現場で利用される安全ネット、落石防止ネットなどがあり厳しい安全基準が定められている網もある。スポーツ用にはスポーツ施設で使われる防球ネット、ゴルフネット、サッカーゴールネットなどがある。
- 捕獲用の網
  - かすみ網
  - たも網
  - 捕虫網
- 防護や遮断を目的とする網
  - 防鳥ネット
  - 防虫ネット
    - 農業用防虫ネット
    - 蚊帳
    - 網戸

  - 防球ネット
  - 防風ネット
  - 遮光ネット
  - 防犯ネット
  - 落石防止ネット
  - 落下防止ネット

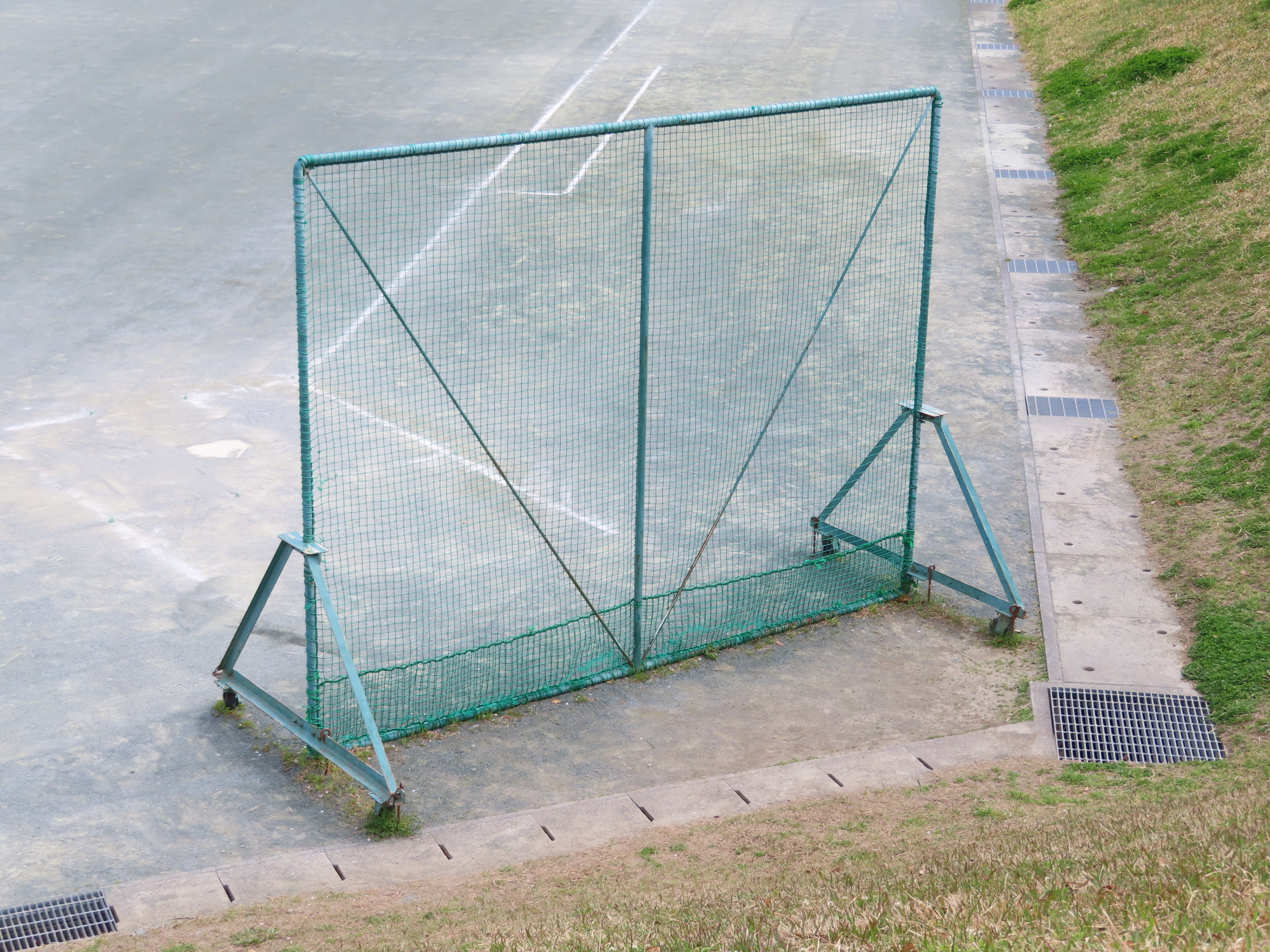
可動式の防球ネット
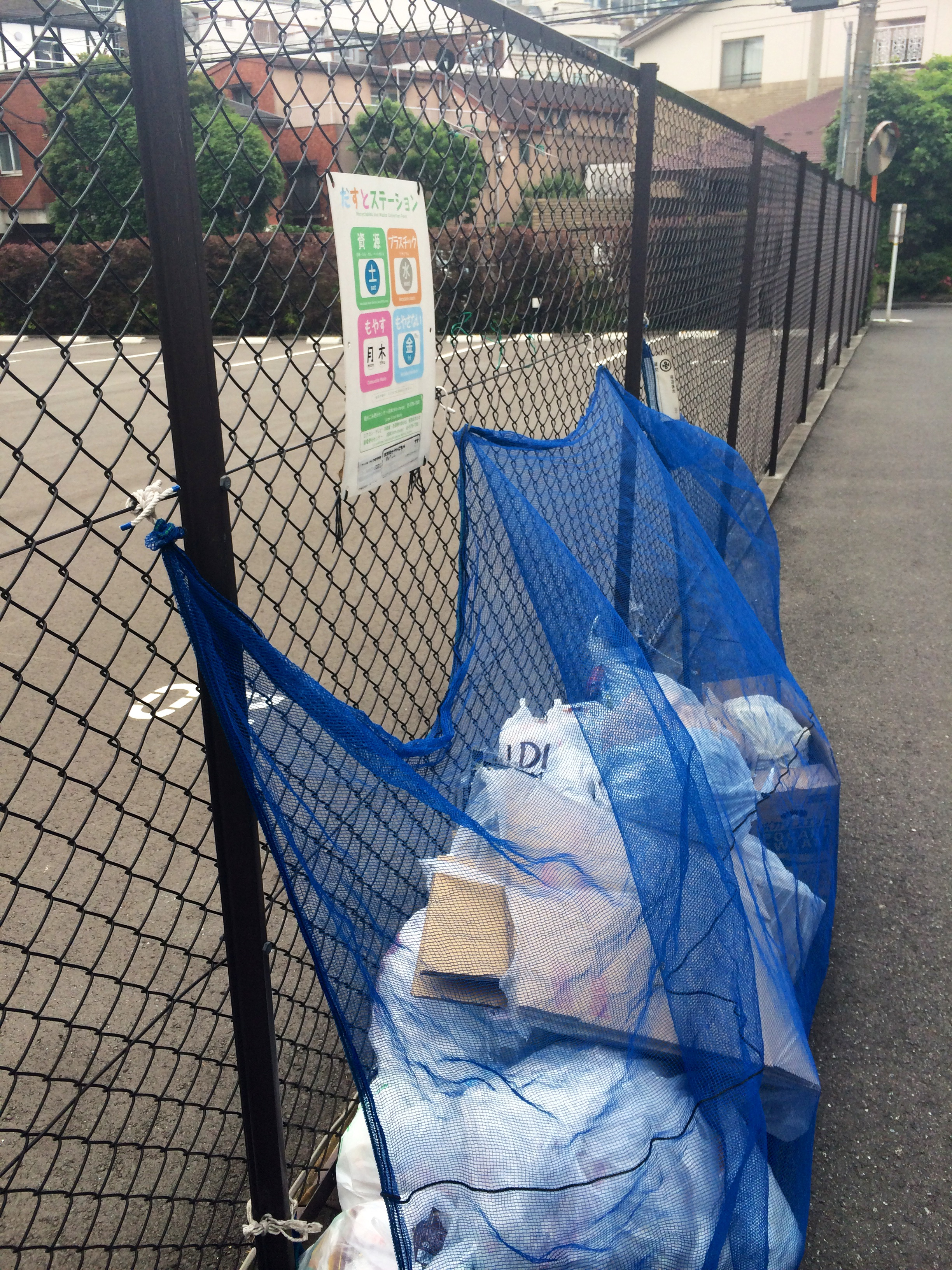
立入を防ぐために設置されたネットと、ゴミ袋にかぶせられた防鳥ネット

### 製法による分類

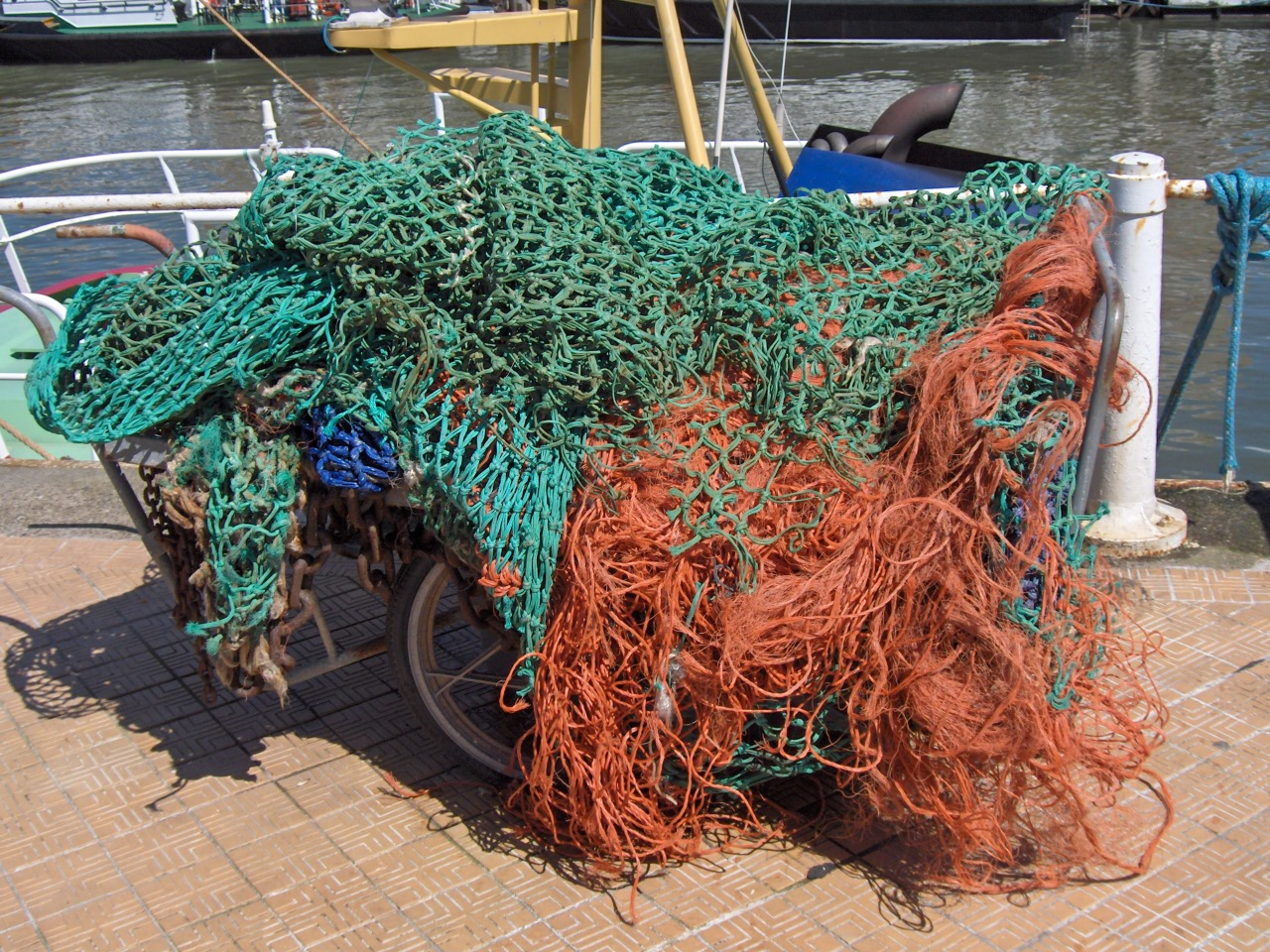

製造方法により、大きく3つに分けられる。
結節網
網の節を結んで作っているもの。（現在は「かえるまた」という結び方のものが主流である）
無結節網
網の節を撚り合わせて作っているもの。結び目がないため切れにくく軽量で嵩張らない。
成型網
樹脂を押し出し、延伸等により網の形にしたもの。

## 金網
金属製のものを金網という。

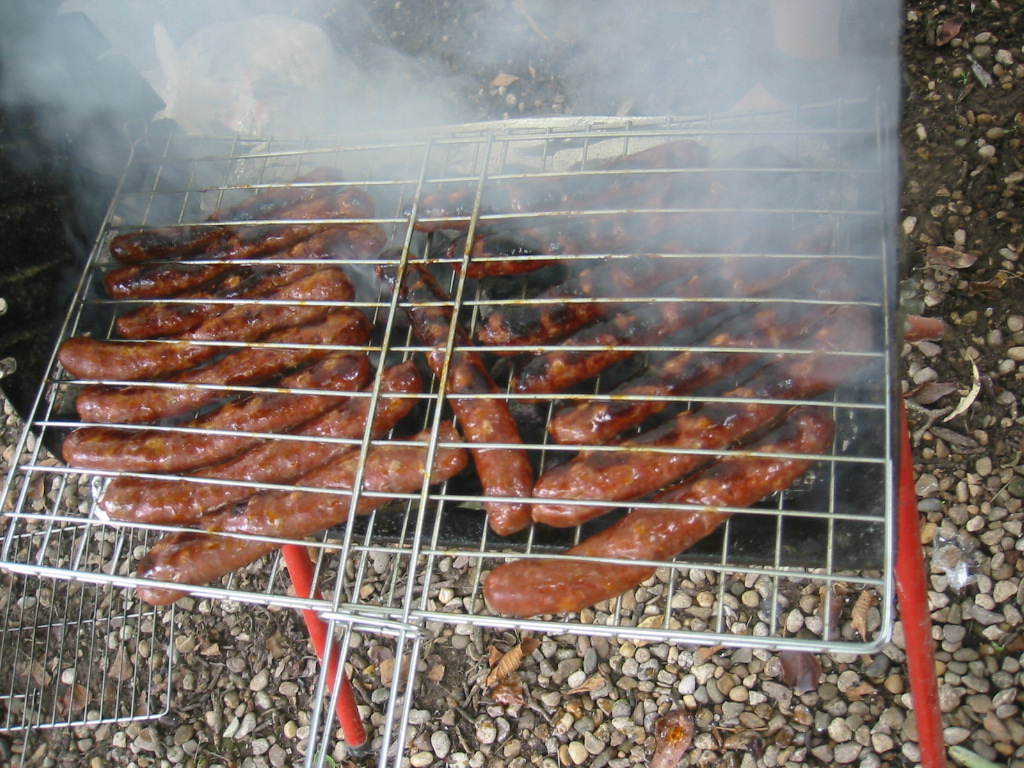
バーベキュー用の焼き網

- 焼網 - 魚類や餅などを焼くときに用いる。食材を焼くときは、串（くし）に刺して火の上で焼き炙ることもある。大きいものはウナギ用の大網から、網目形の餅焼網、格子状の魚焼網などがあり、かつては石綿製の網もあった。蒸焼網もある。

## その他の網状の製品
- ファッション
  - ヘアネット
  - 網タイツ
- 蜜柑袋

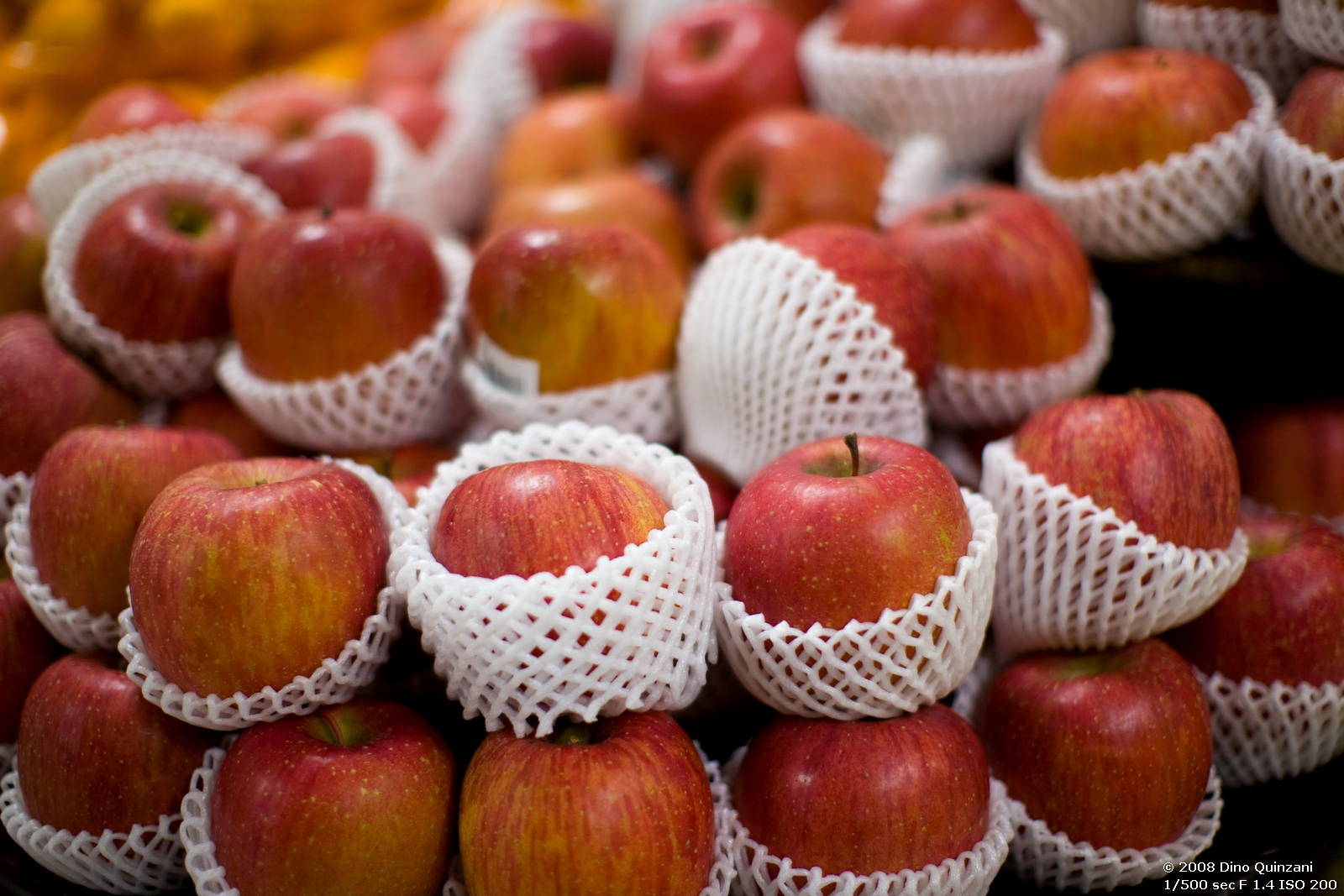
フルーツキャップを被せたリンゴ

- 排水口などの水切りネット（ネットタイプ、ストッキングタイプ）

## 生物の世界における網

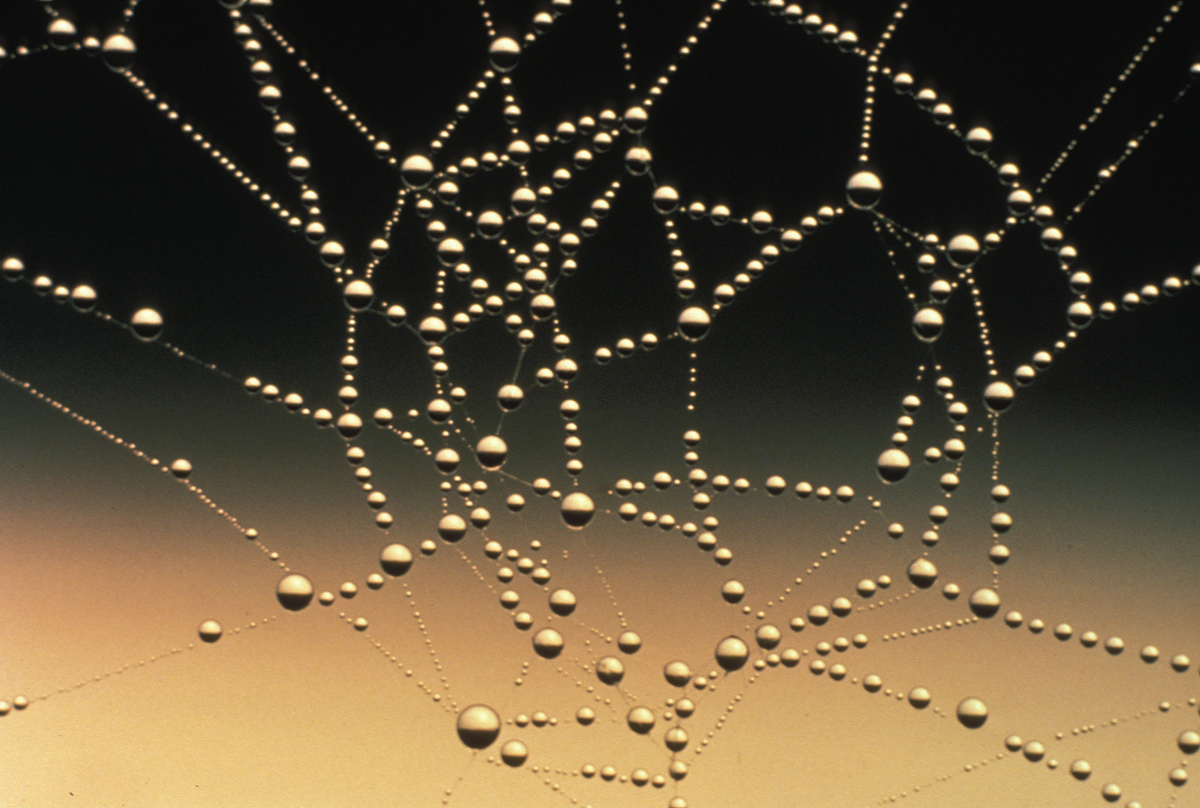
水滴がついたクモの網

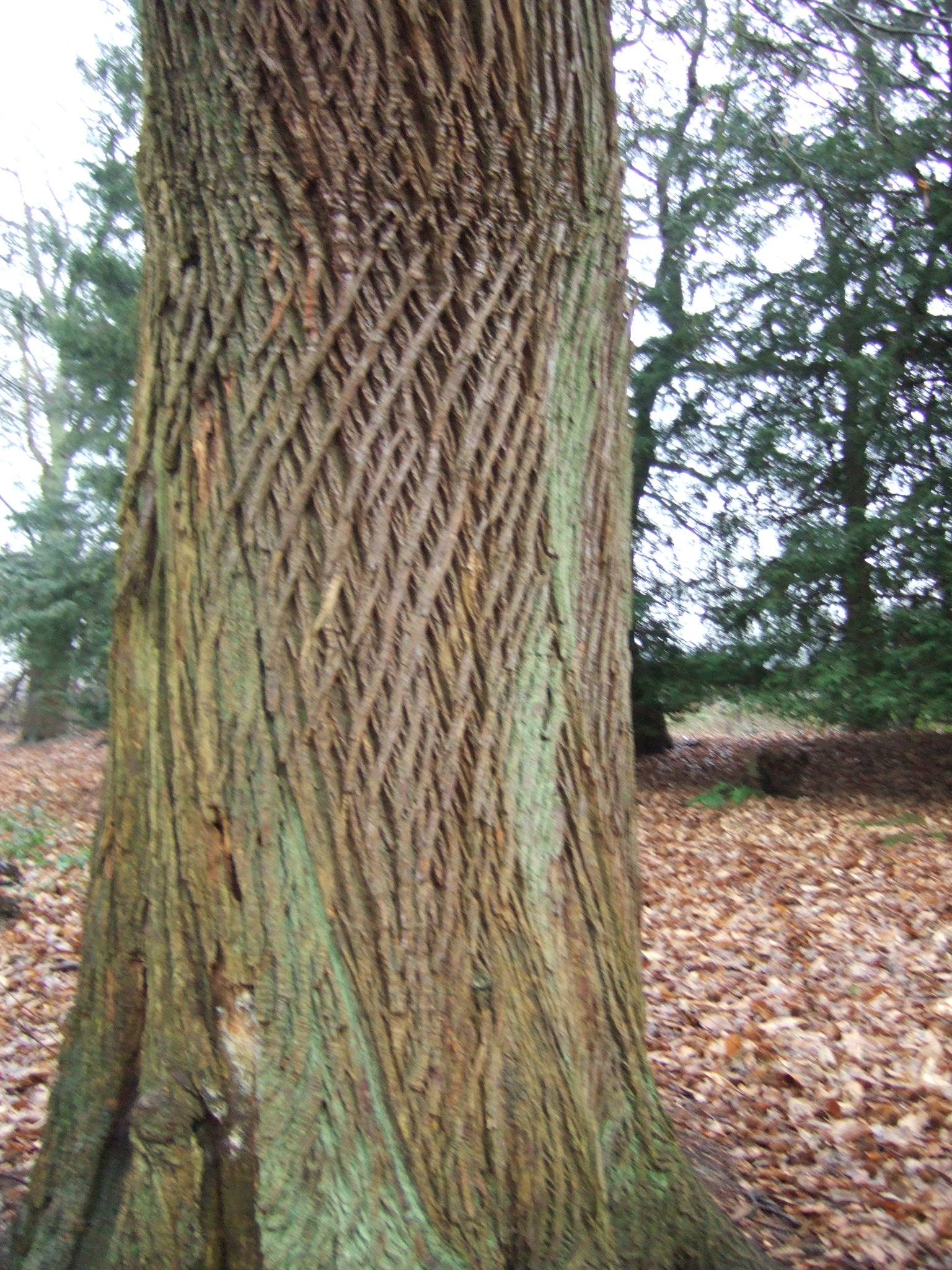
ヨーロッパグリの網状の樹皮

生物の世界にも、網、ないし網状と言われるものが多数ある。これには生物が作り出す網と、生物体自体が網のような形になったものとがある。
生物が作り出す網でもっともよく知られているのはクモの網である。これは主として獲物を捕獲するために用いられる。同様の例では他にもヒゲナガカワトビケラなどトビケラ類の一部、オタマボヤ、オオヘビガイなどがそれに類似のものを作る。いずれも体からの分泌物で網を作り、獲物を捕らえる。また、ガなどは分泌物で繭を作るが、これの目が粗いと網状になる。スカシダワラはその代表的な例である。
体やその一部が網状になるのは、分枝したものがその先で癒合した場合、あるいは平らな部分に複数の穴が開いて、それが大きくなった場合などがある。アミミドロやラビリンチュラなどは葉状体そのものが網の姿になったものである。変形菌や有孔虫ではその仮足が分枝し、あちこちで癒合するので網状仮足という。また、スゲ属の植物には、基部の葉鞘が繊維に裂けて網状になるものがあり、これを糸網という。他に、アミシダ、アミメアリは網のような模様があるものである。